# Junko Ito
Junko Ito, 伊藤順子 (Itō Junko, いとう じゅんこ) ook Junko Ito-Bordage, (Tokio, ca. 1968) is een Japans organist.

## Levensloop
Ito volbracht haar muziekstudies aan de Muziekhogeschool van Kunitachi, waar ze een bachelor en een master behaalde en de Prijs Takeoka bekwam.
In 1990 studeerde ze aan de Muziekhogeschool van Lyon, volgde er de lessen van Xavier Darasse en Jean Boyer, en behaalde de Eerste prijs voor orgel in 1993.
In het internationaal orgelconcours in Brugge, in het kader van het Festival Musica Antiqua behaalde ze de Derde prijs. In 1994 was ze finaliste in het internationaal orgelconcours van Calgary in Canada. Ze behaalde ook de Derde prijs in het internationaal concours in Tokio in 1996.
Ito-Bordage is titularis van het groot orgel in de kathedraal van Belley en doceert orgel in het 'Maison Diocésaine' van Lyon. Ze concerteert vaak in binnen en buitenland en heeft platenopnamen op haar naam staan. Ze is getrouwd met de Franse organist Denis Bordage.

## Werken
- Frédéric Chopin; Claude Debussy, 24 préludes. Lyon : Ctésibios (2016). Geraadpleegd op 19 april 2018.

- MusicBrainz: 1d9557c9-ad44-40f7-b36f-96ebde26d381
- Virtual International Authority File: 5171157100626672740003